# روسای سوم
روسای سوم سومین پادشاه اورارتو بود او ممکن است پسر عمو یا برادرزاده روسا دوم بوده باشد.اطلاعات کمی در مورد سلطنت او در دسترس است.